# Booroobin
Booroobin är en del av en befolkad plats i Australien. Den ligger i kommunen Moreton Bay och delstaten Queensland, omkring 76 kilometer norr om delstatshuvudstaden Brisbane. Antalet invånare är 292.
Runt Booroobin är det glesbefolkat, med 13 invånare per kvadratkilometer.. Närmaste större samhälle är Witta, omkring 14 kilometer norr om Booroobin. 
I omgivningarna runt Booroobin växer i huvudsak städsegrön lövskog. Genomsnittlig årsnederbörd är 1 446 millimeter. Den regnigaste månaden är januari, med i genomsnitt 281 mm nederbörd, och den torraste är september, med 33 mm nederbörd.